# 大塚杏奈
大塚 杏奈（おおつか あんな、1993年〈平成5年〉10月18日 - ）は、日本の女優、グラビアアイドル。
愛知県出身。元WorldCode所属。現在はフリー。

## 略歴
幼少の頃、宝塚歌劇団の舞台を観たのを機にダンサーに憧れ、3歳の頃からクラシックバレエを習う。高校卒業後は名古屋のダンススタジオ『ニコダンススタジオ』でインストラクターを務める傍ら、三菱電機ダイヤモンドドルフィンズ（現：名古屋ダイヤモンドドルフィンズ）のチアリーディングチームに参加していた。
その後2015年に上京し、フリーランスの女優として舞台やイベントに多数出演。2019年、俳優の良知真次が独立して設立した事務所『WorldCode』に所属。同年、『イチからアイドル!!』企画に参加し、同企画から生まれたユニット『イチドル!!』として小川鈴花・Shuri*と共に2021年8月31日までアイドル活動を行った。
2021年、光文社主催の『ミスFLASH2022』にエントリーしファイナリスト15名の中に入り、翌2022年1月18日、ミスFLASH第16代目グランプリを受賞。時に28歳であった。
2024年6月30日を以ってWorldCodeを退所、以後はフリーで活動することを自身のTwitterにて報告した。

## 人物
- パンダ好きであることから「ぱんな」「ぱんちゃん」の愛称があり[8]、後述する2nd DVDのタイトルにも「ぱんちゃん」が使われている[9]。
- クラシックバレエの他、ジャズダンスやヒップホップ、K-POPダンスなどを得意とし、勤務していたスタジオでは100人以上の生徒に教えていた[2][3]。
- 憧れのタレントは磯山さやか[3]。
- シンガーソングライターの神田莉緒香や、グラビアアイドルの朝日奈ゆう[注 1]と親交が深く、神田の楽曲「主人公になれなくても、」のMV[11][動画 1]や朝日奈の生誕祭[12]でも共演した。

## 作品

### イメージビデオ
- ミスFLASH2022 大塚杏奈（2022年4月20日、ラインコミュニケーションズ）[13]
- ぱんちゃんとあそぼ（2022年11月30日、スパイスビジュアル）[9]

オリジナル楽曲
- Shiny Story　(作詞/作曲/編曲　宮原まお)　2020年12月6日開催　楽曲提供争奪イベント！『まーやPコロシアム. Vol.1』にて優勝。優勝特典。

## 出演

### 舞台
- LIVE ACT『BLAZBLUE～CONTINUUM SHIFT～再起動（リブート）』(2016年8月10日 - 14日、新宿村LIVE）[14]
- 魔劇「今日から㋮王!～魔王暴走編～」（2016年11月3日 - 13日、スペース・ゼロ）[15]
- ノンバーバル舞台「Blood」
（2017年7月13日 - 15日[16]・8月10日 - 11日・11月25日 - 26日・2018年1月17日 - 21日[TW 2][17]、浅草六区ゆめまち劇場）
- 第五回園田英樹演劇祭 ミュージカル「バックホーム」（2017年12月21日 - 28日、新宿シアターミラクル）[TW 2][18]
- ノンバーバル演劇「春夢共鏡」- 禿 役[19]
  - 第一回（2018年8月21日 - 26日、浅草六区ゆめまち劇場）[20]
  - 第二回（2018年9月12日 - 16日、浅草六区ゆめまち劇場）[動画 2]
  - 第三回（2019年10月8日 - 12日、浅草花劇場[19]）
- ニル・アドミラリの天秤（2018年11月1日 - 11日、スペース・ゼロ）[21]
- LIVEROCK GIRLS「LOCKDOWN」（2020年8月22日 - 25日、新宿村LIVE）[22]
- K'sLink第3回公演「海はつなぐ」（2020年10月23日 - 25日、ザムザ阿佐ヶ谷）- ヒロイン・清（キヨ） 役[23]
- 左ききのエレン -横浜のバスキア篇-（2020年11月25日 - 29日、横浜市泉区民文化センター テアトルフォンテホール[注 2]） - 幸田恵那 役[24]
- 夢と希望のプロジェクトVol.2「WISH～奇跡を願う甘い夜～」（2020年12月22日 - 27日、アトリエファンファーレ西新宿）- 美樹 役[26]
- GHETTOプロデュース「Night Carnival」（2021年4月7日 - 11日、シアターブラッツ）[27]
- ロックミュージカル「MARS RED」（2021年6月24日 - 7月1日、天王洲銀河劇場）[28]
- リーディング＆ダンス公演 『ダーティー・クラウズ』（2025年6月20日-22日、新宿シアターモリエール）- 似鳥葉月 役[29]スタッフ 振付

### テレビ番組
- ノージーのひらめき工房 ～ビリビリがとまらない!?～（2019年2月11日、NHK Eテレ）- レン 役[注 3]

### 配信番組
- ヒロミ・指原の“恋のお世話始めました”（2022年5月12日、ABEMA）[30]

### ミュージックビデオ
- 神田莉緒香『主人公になれなくても、』（2019年）[動画 1]

### イベント
- はねだ江戸祭り（2017年1月1日 - 3日・5月12日 - 14日、羽田空港国際線旅客ターミナルビル）[TW 4]
- はねだ江戸翼祭り（2018年1月1日 - 3日、羽田空港国際線旅客ターミナルビル）[TW 2]
- 暗闇アートエクスペリエンス Detox in the Dark 
  - Vol.1「女王たちの夜」（2019年2月1日・4日、レンタルスペースさくら）[TW 5]
  - Vol.2「煙に巻かれた夢」（2019年4月22日 - 5月6日、Basement GINZA）[31]
- 奏でるものがたりコンサート 古事記より「くにうみ神話」（2019年5月12日、淡路市立サンシャインホール） - ダンサーとして出演[32]
- JAPAN EXPO in PARIS（2019年7月4日 - 7日、パリ・ノール・ヴィルパント展示会会場）- 『春夢共鏡』の禿役としてパフォーマンス[33]
- 2019東京・中国映画週間（2019年10月24日、東京都写真美術館ホール） - 開幕式のオープニングパフォーマンスに出演[TW 6]
- 2021東京・中国映画週間（2021年10月31日）- ゴールドクレイン賞授賞式のパフォーマンスに出演[注 4]
- YU×YOU～朝日奈ゆう生誕祭2022～（2022年5月28日、北池袋新生館シアター）[12]